# Kahyun Kim
Kahyun Kim est une actrice sud-coréenne née le 18 octobre 1989.

## Biographie
En 2023, elle joue dans le film Crazy Bear.

## Filmographie

### Cinéma
- 2012 : Your Roommate : Jill
- 2012 : Tappin' : Doris
- 2013 : Amiennemies 3 : la manucure
- 2014 : Obituaries : Rachel Kim
- 2014 : Comment séduire une amie : la Coréenne
- 2014 : Marquardt Masquerade : Yuko
- 2014 : Chariot : Ryan
- 2015 : Pam
- 2016 : Spa Night : Grace
- 2017 : Joy Joy Nails : Sarah
- 2017 : Bad Match : Lydia
- 2019 : The Way You Look Tonight
- 2019 : Every 9 Hours : Jolene
- 2020 : The First Noelle : Noelle
- 2021 : Take Me to Tarzana : Vanessa
- 2021 : The Great Gatsby Live! : Catherine et autres personnages
- 2022 : Good Taste : Jenny
- 2022 : Minsky : Ruby
- 2022 : Ages of Man : Anna
- 2022 : Through the Eye of the Dragon : Sheep
- 2023 : Crazy Bear : Beth
- 2023 : Above the Clouds : Dani
- 2023 : Clinical : Alina
- 2023 : Fire Island : Zoe
- 2023 : The K-Town Killer : Grace

### Télévision
- 2013-2014 : ObSETHed : Jazmine Woo et Katy (2 épisodes)
- 2014 : Les Mystères de Laura : Sammi (2 épisodes)
- 2014-2015 : Austin et Ally : Sun Hee (3 épisodes)
- 2016 : I Ship It : Tessa (3 épisodes)
- 2016 : Shameless : Melody (1 épisode)
- 2016 : Adam Ruins Everything : Sung-Min (1 épisode)
- 2016-2019 : Ours pour un et un pour t'ours : voix additionnelles (3 épisodes)
- 2017 : Cassandra French's Finishing School : Audrey (3 épisodes)
- 2018 : Timeless : Young Hee (1 épisode)
- 2019 : American Gods : New Media (5 épisodes)
- 2021 : Mr. Mayor : Michelle (1 épisode)
- 2021 : 9-1-1 : la femme enceinte (1 épisode)
- 2021 : Grey's Anatomy : Cathi (1 épisode)
- 2023 : The Rookie: Feds : Brooke (1 épisode)
- 2024-2024: St. Denis Medical : Serena (10 épisodes)